# Es Tossals Verds

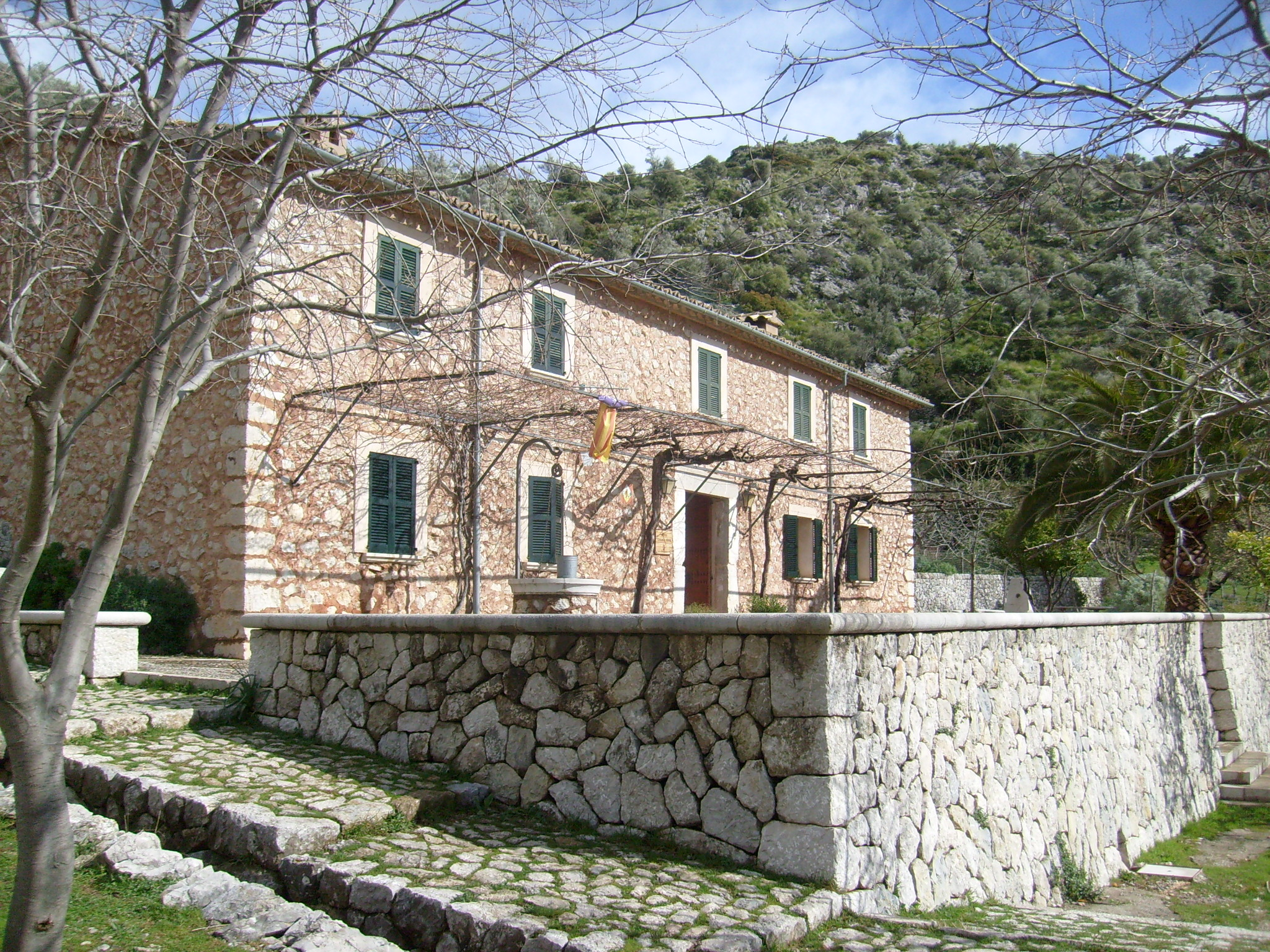
Cases dels Tossals Verds

Els Tossals Verds és una possessió propietat del Consell de Mallorca situada en el terme municipal d'Escorca (Mallorca), en el sector central de la Serra de Tramuntana. Té una extensió de 578 ha i limita amb Cúber i Almallutx al nord, el Prat de Cúber i els Rafals a l'est, la Casa d'Amunt i Son Ordines al sud, i amb la Casa Nova de Solleric i Coma-sema a l'oest. Té com a elements d'interès la casa de neu del Colomer, la canaleta de la font dels Tossals Verds, el jaciment arqueològic de la cova dels Ossos, el camí d'Almallutx, el camí d'Alaró i les Cases Velles de la possessió.
Actualment, les cases de la possessió estan habilitades com a refugi de muntanya, el refugi dels Tossals Verds, integrat en el GR 221 i lloc de partida per l'ascens al Puig dels Tossals Verds, el punt culminant de la possessió, a més de mil metres d'altitud.

## Situació i relleu
Les terres de la possessió estan ben delimitades per les depressions de Cúber, Almallutx i Almedrà; pel torrent de la Foradada (dit també de Cúber), que el separa del Puig de la Rateta i del de na Franquesa; i el torrent del Prat, que el separa de Massanella. El relleu va dels 350 m del llit del Torrent d'Almedrà fins als 1.118 m del Puig dels Tossals Verds. A les seves parts més altes presenta un relleu poc abrupte, una mica aplanat, que encaixa amb el significat de tossal i que és l'origen del nom.

## Geologia
Els Tossals Verds està conformat per masses de roques carbonatades del Mesozoic que capbussen cap al sud-est. Aquestes roques calcàries han patit l'efecte de l'erosió de l'aigua i han fet lloc a un paisatge càrstic i generat abundants cavitats subterrànies de tendència vertical. Els estrats lítics del massís inclouen els dipòsits dolomítics del Trias i les calcàries massives finament detrítiques del Lias inferior. Aquests materials foren afectats per l'orogènia alpina, formant-se plecs i escates que s'encavalquen en direcció nord-oest.

## Climatologia
El clima ve determinat per l'altura i l'exposició sud, La temperatura mitjana anual oscil·la entre els 13° de les terres altes i els 15° de la zona propera al Clot d'Almedrà. La precipitació també oscil·la entre els 1,300 mm al nord i els 1.100 mm al sud. No hi són infreqüents les precipitacions en forma de neu i els dies de gelada poden arribar als 40 anuals.

## Vegetació
Presenta una notable diversitat de comunitats vegetals. L'alzinar de muntanya ocupa una franja en el sector oriental del massís, en el límit amb el Prat, que constitueix un bosc dens, però en altres indrets el bosc és fragmentari i barrejat amb altres comunitats. La tala abusiva de l'alzinar ha afavorit una garriga baixa, amb xiprell, càrritx i estepes, que pot estar coberta de pins. A les àrees més meridionals i termòfiles s'hi troba una garriga d'ullastres i garrover. Els excessos de pasturatge han conduït al desenvolupament d'alguns prats terofítics que ocupen les zones més planes. A les parts més altes hi ha la garriga de muntanya, comunitat xerocàntica endèmica, amb estepa joana, romaní de muntanya, col del dimoni, brutònica, estepa blenera, camamil·la, safrà bord, didalera i altres. Dins d'aquesta comunitat cal destacar diverses associacions de caràcter endèmic com Teucrietum subspinosi (amb eixorba-rates negre, eixorba-rates blanc o aritja de muntanya) i Genisteto fasciculatae-Thymelaeetum velitinae (format sobretot per peu de milà i gatova vera). Hi ha també algunes restes de boixedes, amb ginebró, aladern de fulla ampla i ginesta borda.

## Història

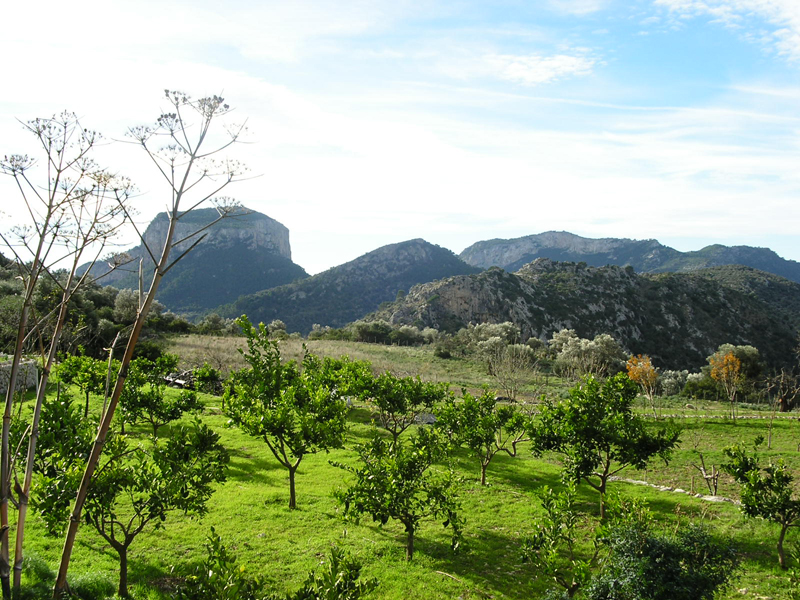
L'Hort i la Tanca de les Cases

És probable que en origen formàs part d'Almallutx. El 1583 pertanyia a Pere Sureda i Sanglada. Era conrada conjuntament amb Cúber i Almallutx, del mateix propietari. Tenia cases i un molí d'aigua, amb una guarda de 650 ovelles. El 1632 era de Bernadí Sureda i Sanglada. Sembla que en aquesta època les cases velles ja estaven enderrocades. El 1685 estava valorada en 2.650 lliures. El 1713 era de Joan Bordils, valorada en 3.800 lliures. El 1831 pertanyia a Francesc Maria Villalonga d'Escalada. Tenia cases i era destinada a l'olivar i al conreu dels cereals. Tenia extensos alzinars, pinars i garrigues. La ramaderia predominant era l'ovina, amb algunes guardes de bous i de porcs. Sense les pastures feia una renda anual de 190 lliures, dues quarteres de blat i mig quintar de llana, quatre peces de formatge i una anyella. El 1986 la família Villalonga la vengué al Consell Insular de Mallorca. Actualment, les cases noves conformen el Refugi dels Tossals Verds.